# Phlaocyonini
Tribu
Les Phlaocyonini sont une tribu fossile de canidés de la sous-famille des Borophaginae. Ces espèces étaient endémiques d’Amérique du Nord et ont vécu de l’époque Oligocène au Miocène, il y a environ 33,3 à 5,3 Ma.

## Liste de genres
- † genre Cynarctoides McGrew, 1938[2]
- † genre Phlaocyon Matthew, 1899[2] - genre type[1]

## Publication originale
- (en) Xiaoming Wang, Richard H. Tedford et Beryl E. Taylor, « Phylogenetic systematics of the Borophaginae (Carnivora, Canidae) », Bulletin of the American Museum of Natural History, New York, Musée américain d'histoire naturelle, vol. 243,‎ 1999, p. 1-391 (ISSN 0003-0090 et 1937-3546, OCLC 1287364, lire en ligne).